# Barrio Alto, Oaxaca
Barrio Alto är en ort i Mexiko.   Den ligger i kommunen Santo Domingo de Morelos och delstaten Oaxaca, i den sydöstra delen av landet, 500 km sydost om huvudstaden Mexico City. Barrio Alto ligger 391 meter över havet och antalet invånare är 134.
Terrängen runt Barrio Alto är huvudsakligen kuperad, men åt sydväst är den platt. Terrängen runt Barrio Alto sluttar söderut. Runt Barrio Alto är det ganska glesbefolkat, med 45 invånare per kvadratkilometer. Närmaste större samhälle är San Agustín Loxicha, 19,9 km norr om Barrio Alto. Omgivningarna runt Barrio Alto är en mosaik av jordbruksmark och naturlig växtlighet.